# 恩斯特龍鎮區 (明尼蘇達州羅索縣)
恩斯特龍鎮區（英語：Enstrom Township）是位於美國明尼蘇達州羅索縣的一個行政鎮區。

## 地方資料
恩斯特龍鎮區的面積為93.09平方千米，當中陸地面積為93.07平方千米，而水域面積為0.02平方千米。根據2020年美國人口普查的數據，當地共有人口418人，而人口密度為每平方千米4.49人。